# Аль-Мадина (футбольный клуб)
«Аль-Мадина» (араб. نادي المدينة الليبي‎) — ливийский футбольный клуб из города Триполи, выступающий в Премьер-лиге Ливии. Основан 29 октября 1953 года. Проводит матчи на стадионе 11 июня, вмещающем до 80 000 зрителей.

## История
Идея создания спортивного клуба в старом районе Триполи возникла по инициативе группы молодых людей в начале 1950-х. В четверг 29 октября 1953 года президентом нового клуба был объявлен профессор Махмуд Фаззани. В 1959 и 1960 годах футбольная команда становилась чемпионом города. В 1970-х клуб стал выступать в чемпионате страны и в сезоне 1975/76 достиг первого места в турнире, обыграв Аль-Ахли из Бенгази и «Аль-Куртабию» из Себхи В сезоне 1982/83, в котором участвовали уже 16 команд, «Аль-Мадина» во второй раз стала чемпионом, в финале одолев «Аль-Ахли» из Триполи со счётом 2:1. Последний раз команда выигрывала первенство страны в сезоне 2000/01.

## Достижения
- Премьер-лига Ливии
  - Чемпион (3): 1973, 1983, 2001
  - Вице-чемпион (2): 1987, 1990

- Кубок Ливии
  - Победитель (2): 1977, 1990
  - Финалист (1): 2008

- Суперкубок Ливии
  - Победитель (1): 2001